# F1 Super License: Nakajima Satoru
F1 Super License Nakajima Satoru est un jeu vidéo de course sorti en 1992 sur Mega Drive. Le jeu a été édité par Varie.